# Essertines-en-Donzy
Essertines-en-Donzy is een gemeente in het Franse departement Loire (regio Auvergne-Rhône-Alpes) en telt 434 inwoners (1999). De plaats maakt deel uit van het arrondissement Montbrison.

## Geografie
De oppervlakte van Essertines-en-Donzy bedraagt 7,0 km², de bevolkingsdichtheid is 62,0 inwoners per km².
De onderstaande kaart toont de ligging van Essertines-en-Donzy met de belangrijkste infrastructuur en aangrenzende gemeenten.

## Demografie
Onderstaande figuur toont het verloop van het inwonertal (bron: INSEE-tellingen).